# 대가면 (성주군)
대가면(大家面)은 대한민국 경상북도 성주군의 면이다. 넓이는 28.11km2이고, 인구는 2006년 기준으로 2,746명이다.

## 역사
대가면은 고종 32년(1895) 지방 관제 개정에 의하여 가곡면(家谷面)과 대리면(大里面)을 병합하여 대가면이라 해서 19개리를 관할하였는데 당시 유학(儒學)의 대가(大家)인 寒岡 鄭逑, 동강 김우옹선생 등과 같은 그 외 명현거유(名賢巨儒)가 많이 배출되어 큰집이란 뜻에서 대가(大家)라고 이름을 지어 붙였다고 한다. 그러다 1914년 군면 폐합에 따라 10개소 동으로 개편 관할하였는데,1973년 3월 12일 대통령령 제6542호에 의하여 중산동을 가천면에 넘겨주어, 현재 9개 동(리)이 되었다.

## 행정 구역
- 칠봉리(七峰里)
- 옥성리(玉星里)
- 용흥리(龍興里)
- 흥산리(興山里)
- 옥련리(玉蓮里)
- 금산리(金山里)
- 옥화리(玉花里)
- 대천리(大川里)
- 도남리(道南里)

## 문화재·볼거리
대가면에는 다음과 같은 문화재 및 볼거리가 있다.
- 성주 이씨 영정
- 속자치통감강목판목[4]
- 동강김우용신도비
- 심산 김창숙 생가
- 창천서당

## 교육
- 대가초등학교 (옥련리)
- 대서초등학교 (폐교) - 대가면 참별로 1718-1 (대천리)
- 대성초등학교 (폐교) - 대가면 옥성4길 1 (옥성리)